# Kindergarten Wolfartsweier

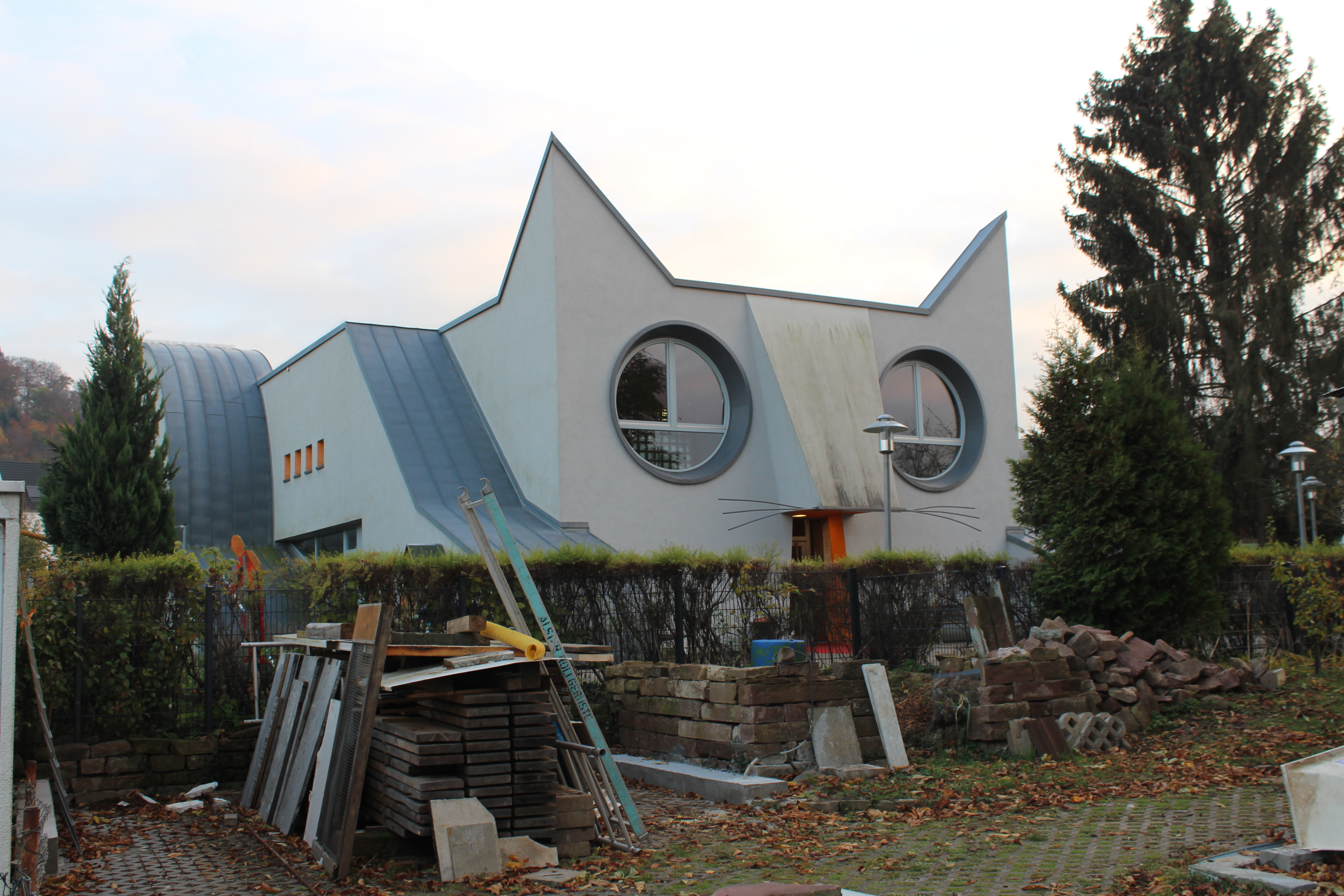
Kindergarten Wolfartsweier

Die Städtische Kindertagesstätte Wolfartsweier ist ein vom Karlsruher Büro Yöndel Zimmerlin Architekten gemeinsam mit Tomi Ungerer entworfener Kindergarten im Karlsruher Stadtteil Wolfartsweier. Er fällt durch seine ungewöhnliche Konstruktion auf, die einer Katze in Lauerstellung entspricht. Das Gebäude des Kindergartens Wolfartsweier hat zwei Stockwerke und ist 8,52 Meter hoch. Es verfügt über eine Grundfläche von 24,29 Meter × 19,73 Meter und wurde 2002 seiner Bestimmung übergeben.

## Weitere Kindergärten in Wolfartsweier
Kita Espira Wolfartsweier, Ringstr. 2F, 76228 Karlsruhe.